# Венглювка (Малопольське воєводство)
Венглювка (пол. Węglówka) — село в Польщі, у гміні Вішньова Мисленицького повіту Малопольського воєводства.
Населення — 1266 осіб (2011).
У 1975-1998 роках село належало до Краківського воєводства.

## Демографія
Демографічна структура станом на 31 березня 2011 року:
|          | Загалом | Допрацездатний вік | Працездатний вік | Постпрацездатний вік |
| -------- | ------- | ------------------ | ---------------- | -------------------- |
| Чоловіки | 619     | 168                | 387              | 64                   |
| Жінки    | 647     | 167                | 356              | 124                  |
| Разом    | 1266    | 335                | 743              | 188                  |